# Montebello di Bertona
Montebello di Bertona là một đô thị thuộc tỉnh Pescara trong vùng Abruzzo Ý. Đô thị này có diện tích 21 km², dân số năm 2001 là 1120 người. Các đô thị giáp ranh gồm:
Civitella Casanova, Farindola, Penne, Villa Celiera